# Zornitsa (distrikt i Bulgarien, Burgas)
Zornitsa (bulgariska: Зорница) är ett distrikt i Bulgarien.   Det ligger i kommunen Obsjtina Sredets och regionen Burgas, i den östra delen av landet, 300 km öster om huvudstaden Sofia.
Trakten runt Zornitsa består till största delen av jordbruksmark. Runt Zornitsa är det glesbefolkat, med 14 invånare per kvadratkilometer.